# Episodi di La fattoria dei giorni felici (quinta stagione)
La quinta stagione della serie televisiva La fattoria dei giorni felici è stata trasmessa in anteprima negli Stati Uniti d'America dalla CBS tra il 27 settembre 1969 e l'11 aprile 1970.
| nº | Titolo originale                         | Titolo italiano | Prima TV USA      | Prima TV Italia |
| -- | ---------------------------------------- | --------------- | ----------------- | --------------- |
| 1  | Lisa's Mudder Comes for a Visit          |                 | 27 settembre 1969 |                 |
| 2  | Everybody Tries to Love a Countess       |                 | 4 ottobre 1969    |                 |
| 3  | Where There's a Will                     |                 | 11 ottobre 1969   |                 |
| 4  | A Tale of a Tail                         |                 | 18 ottobre 1969   |                 |
| 5  | You and Your Big Shrunken Head           |                 | 25 ottobre 1969   |                 |
| 6  | The Road                                 |                 | 1º novembre 1969  |                 |
| 7  | Four of Spades                           |                 | 8 novembre 1969   |                 |
| 8  | The Youth Center                         |                 | 15 novembre 1969  |                 |
| 9  | The Special Delivery Letter              |                 | 22 novembre 1969  |                 |
| 10 | Oliver's Schoolgirl Crush                |                 | 29 novembre 1969  |                 |
| 11 | Ralph's Nuptials                         |                 | 13 dicembre 1969  |                 |
| 12 | Oliver and the Cornstalk                 |                 | 20 dicembre 1969  |                 |
| 13 | Beauty Is Skin Deep                      |                 | 27 dicembre 1969  |                 |
| 14 | The Wish-Book                            |                 | 3 gennaio 1970    |                 |
| 15 | Rest and Relaxation                      |                 | 10 gennaio 1970   |                 |
| 16 | Trapped                                  |                 | 17 gennaio 1970   |                 |
| 17 | Bundle of Joy                            |                 | 24 gennaio 1970   |                 |
| 18 | The Ex-Con                               |                 | 31 gennaio 1970   |                 |
| 19 | The Cow Killer                           |                 | 7 febbraio 1970   |                 |
| 20 | The Confrontation                        |                 | 14 febbraio 1970  |                 |
| 21 | The Case of the Hooterville Refund Fraud |                 | 28 febbraio 1970  |                 |
| 22 | The Picnic                               |                 | 7 marzo 1970      |                 |
| 23 | The Beeping Rock                         |                 | 21 marzo 1970     |                 |
| 24 | Uncle Fedor                              |                 | 28 marzo 1970     |                 |
| 25 | The Wealthy Landowner                    |                 | 4 aprile 1970     |                 |
| 26 | Happy Birthday                           |                 | 11 aprile 1970    |                 |